# Tamaro. Steine und Engel. Mario Botta Enzo Cucchi
Tamaro. Steine und Engel. Mario Botta Enzo Cucchi ist ein Dokumentarfilm von Villi Hermann, der am Festival dei Popoli in Florenz gezeigt und 1999 für den Schweizer Filmpreis nominiert wurde. Im Jahr 2023 wurde der Film in 2k restauriert; die restaurierte Fassung wurde am Filmfestival von Locarno in der Sektion «Histoire(s) du Cinéma» uraufgeführt.

## Handlung

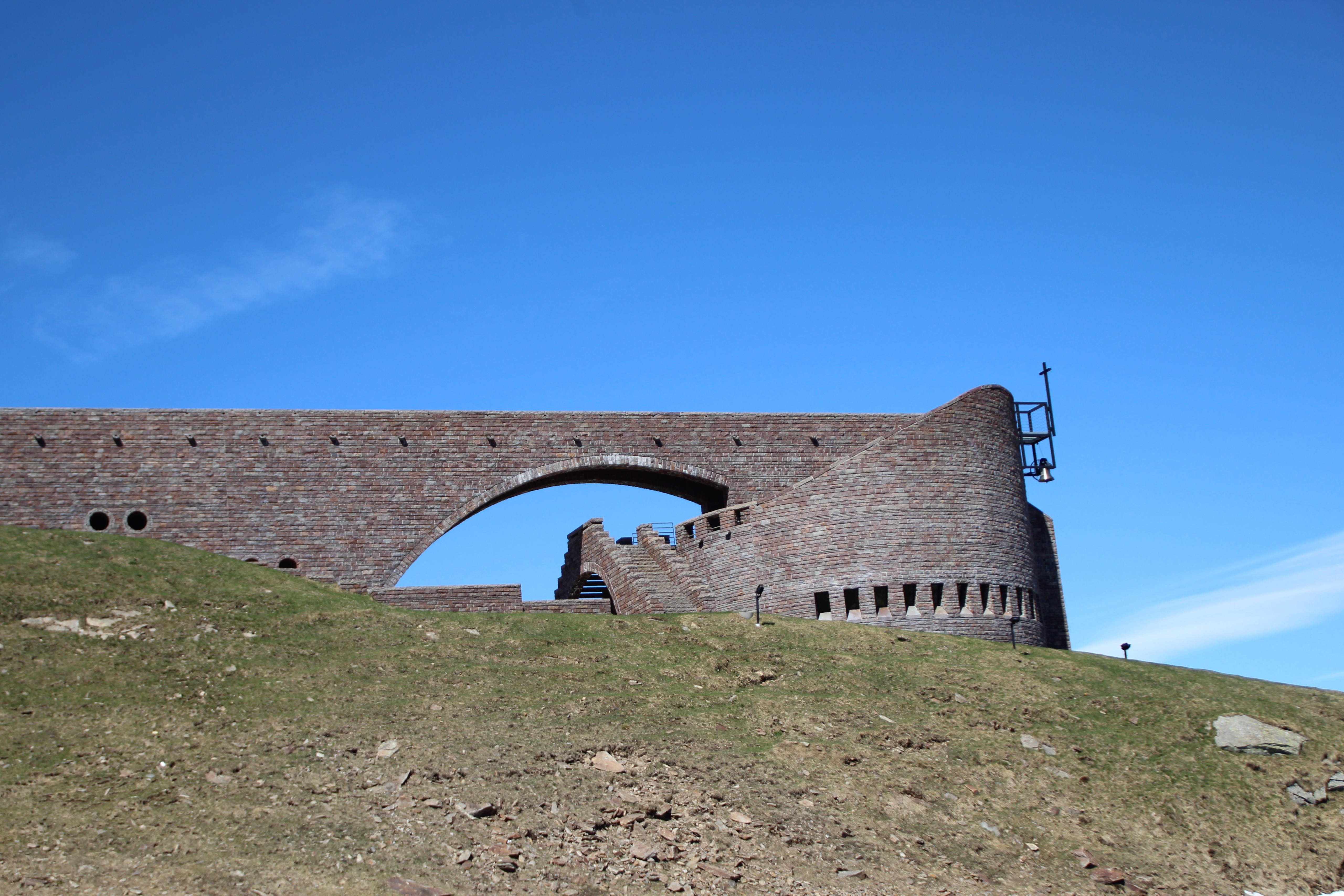
Die Kapelle auf dem Monte Tamaro

Der Film erzählt die Geschichte der beiden unterschiedlichen Künstler Mario Botta und Enzo Cucchi, die für einen Mäzen eine Kapelle auf dem Monte Tamaro bauen und ausschmücken. Das Zusammentreffen von zwei so unterschiedlichen Künstlern wird über vier Jahre hinweg dokumentiert. Die Baubedingungen sind sehr hart und nur während weniger Sommermonate kann an der Kapelle Santa Maria degli Angeli gearbeitet werden. Botta und Cucchi machen die Arbeit unentgeltlich, weil der Mäzen ein Gelöbnis einhalten muss: für seine verstorbene Frau eine Gedächtniskapelle zu bauen. Der Kapuzinerpater Giovanni Pozzi aus Lugano berät die beiden Künstler diskret.
Die Musik von Paul Giger, der speziell für den Film Texte von Giovanni Pozzi vertont hat und auf seinem Violino d’amore eine «archaische Messe» in der unfertigen Kirche spielte, verleiht dem Werk eine weitere sinnliche Dimension. Mario Botta hört ihm zu und die beiden reden über Akustik und Bergstille.